# Тюрики (Удмуртия)
Тюрики — упразднённая деревня в Ярском районе Республики Удмуртии Российской Федерации. Исключена из учётных данных в 2021 году.

## География
Располагается на границе с Кировской областью у реки Тымпалка в 21 км юго-западнее Яра.

## История
По состоянию на 1 августа 1957 года деревня входила в Юрский сельсовет:43.
До 2021 года входила в состав муниципального образования Зюинское сельское поселение, упразднённое Законом Удмуртской Республики от 11.05.2021 № 42-РЗ к 25 мая 2021 года в связи с преобразованием муниципального района в муниципальный округ.

## Население
| 2010 | 2012 |
| ---- | ---- |
| 0    | →0   |